# A Columbia űrrepülőgép emlékműve
A Columbia űrrepülőgép emlékműve (Space Shuttle Columbia Memorial) az Arlingtoni Nemzeti Temetőben áll. A Columbia-katasztrófa előtt tisztelgő domborművet a baleset után egy évvel avatták fel.
2003 áprilisában az Amerikai Egyesült Államok Kongresszusa elfogadta és George W. Bush elnök aláírta a Columbia-emlékmű létrehozásáról szóló törvényt. A jogszabály a védelmi minisztérium államtitkárát bízta meg azzal, hogy – az amerikai űrkutatási ügynökséggel konzultálva – felállíttassa a Columbia űrrepülőgép 2003-as katasztrófájának áldozatai előtt tisztelgő emlékművet az arlingtoni temetőben. A költségekre 500 ezer dollárt hagytak jóvá.
A márványlapon elhelyezett bronz domborművet 2004. február 2-án, egy évvel és egy nappal a katasztrófa után leplezte le Sean O’Keefe, a NASA vezetője. Az ünnepségen az elhunyt űrhajósok több mint négyszáz hozzátartozója, korábbi asztronauták és barátok vettek részt. Sean O’Keefe „korunk és minden idők hőseinek” nevezte a hét elhunyt űrhajóst, akit a lelkében égő „belső tűz; szenvedélyes örökkévaló lángok” hajtottak előre.
Az emléktáblán az űrsikló sziluettje látható felülnézetből, rajta a hősi halált halt hét űrhajós vezetéknevével. Az űrsikló előtt-fölött hét – az asztronauták számával megegyező – csillagot helyeztek el. Az emlékművet néhány méterre a Challenger űrsikló tragédiájára emlékeztető márványlap és dombormű mellett állították fel. A temetőben helyezték végső nyugalomra annak a három űrhajósnak (David Brown, Laurel Blair Salton Clark és Michael P. Anderson) a földi maradványait, akiket sikerült azonosítani.